# Satoshi Fujita
Satoshi Fujita (藤田智?, Fujita Satoshi; 2 settembre 1967) è un allenatore di football americano giapponese, allenatore della nazionale giapponese Under-19 e dei Kyoto University Gangsters. Al college ha giocato come quarterback.

## Palmarès
- 1 Mondiale (1999[1])
- 8 Rice Bowl (Kyoto University Gangsters, 1986[2], 1987[2], 1995[1]; Asahi Soft Drink Challengers, 2000[1]; Fujitsu Frontiers[1], 2014, 2016, 2017, 2018)